# Gewerbeinstitut Berlin

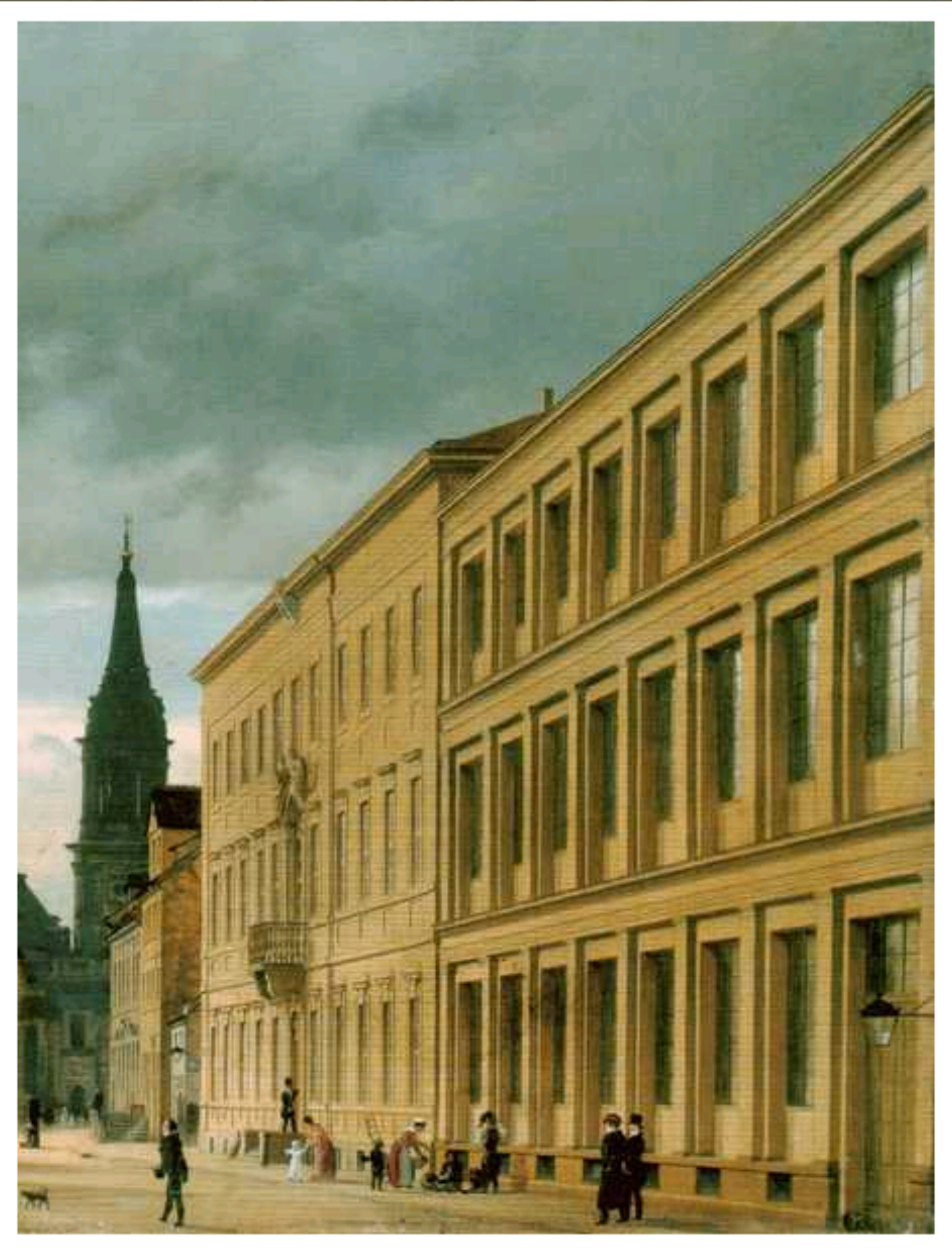
Palais Creutz und der Schinkel-Bau des Gewerbeinstituts, 1830, hinten die Parochialkirche

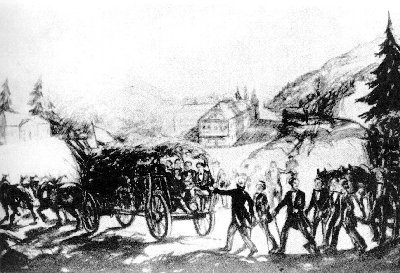
Mitglieder des A. V. Hütte Berlin – Gründung des VDI am 12. Mai 1856

Das Gewerbeinstitut Berlin (auch: Gewerbeakademie) wurde am 1. November 1821 als Königliches Technisches Institut in Berlin eingeweiht. Es sollte Fachkräfte für produzierende Wirtschaftszweige ausbilden.

## Geschichte

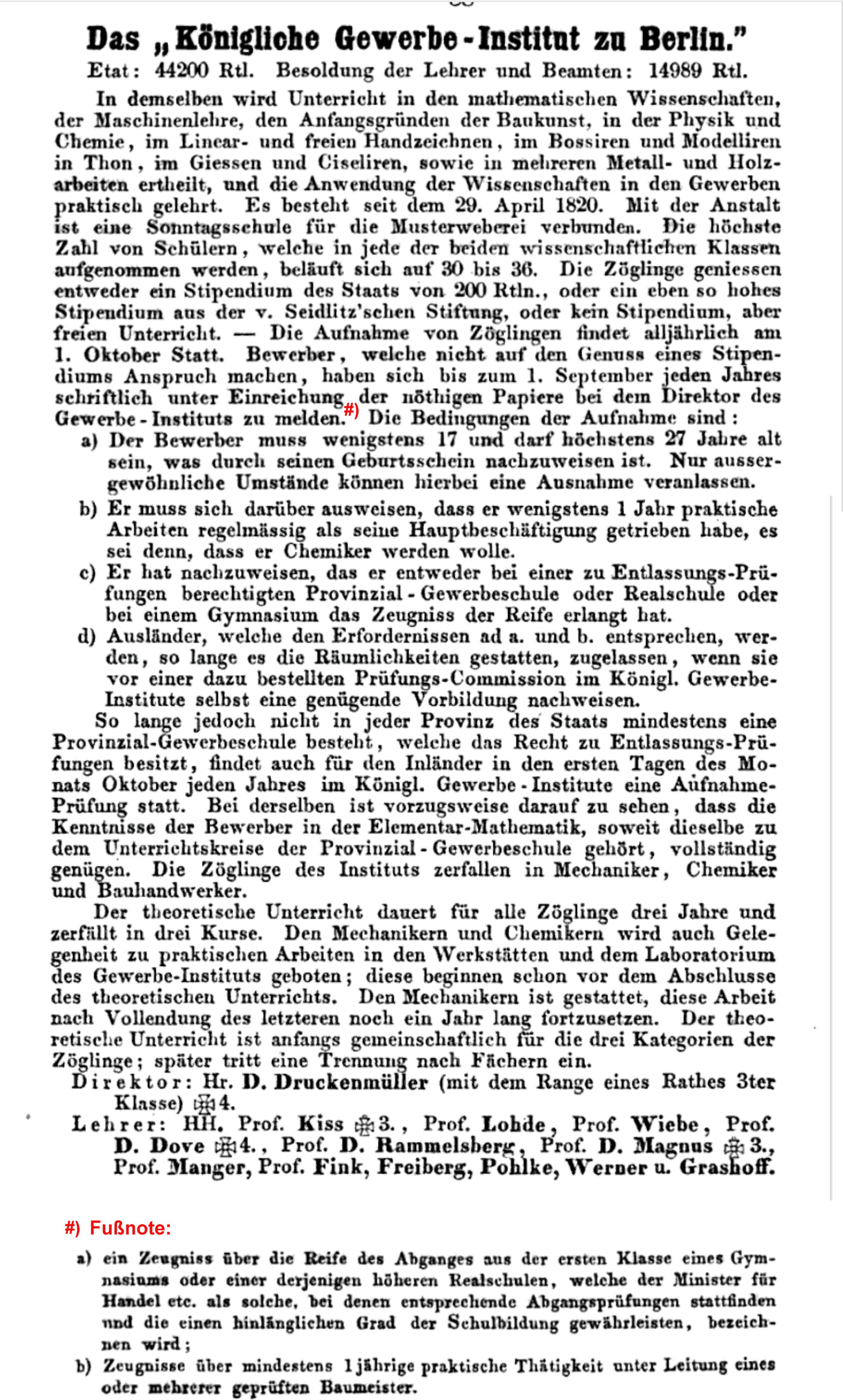
Aufnahmebedingungen, 1855

Unter der Leitung von Peter Beuth wurde ein erstes Berliner Gewerbe-Institut am 29. April 1820 als Unterrichtsanstalt konzipiert und am 1. November 1821 als Königliches Technisches Institut im dafür aufgestockten Palais Creutz in der Klosterstraße 36 eingeweiht. Sie verkörperte Beuths Ideale dieser Zeit im Verein zur Förderung des Gewerbefleißes. Die untersten Klassen wurden auch Gewerbeschule genannt und erforderten einen soliden Volksschulabschluss als Zugangsvoraussetzung. Ab 1860 war für den Eintritt das Abitur notwendig.
Als Gründungsvorbild dienten die Bergakademie Berlin (1770 gegründet) und die Berliner Bauakademie (1799 gegründet), die Fachkräfte für die öffentliche Verwaltung schulten. Das Institut wurde 1827 in Königliches Gewerbe-Institut und 1866 in Königliche Gewerbeakademie umbenannt.
Der Erweiterungsbau des Palais Creutz entstand nach Entwürfen von Peter Beuth und Karl Friedrich Schinkel bis 1829 als damals hochmoderner und revolutionärer Neubau, der als ein Vorläufer der architektonischen Moderne gelten kann. Die drei Geschosse des Baus, der auf gleicher Stockwerkshöhe mit dem Palais Creutz verbunden war, wurden von gusseisernen Stützen getragen. Die schlichte Fassade war durch Pilaster und große Fensterflächen gegliedert. Der Erwerb weiterer Grundstücke ermöglichte in den Jahren 1861–1865 einen Ergänzungsbau entlang der Klosterstraße in Form einer an den Schinkelbau gesetzten Wiederholung des Palais Creutz.
Im Jahr 1846 bildete sich eine Schülervereinigung, der Verein der Zöglinge des Königlichen Gewerbeinstituts, später Akademischer Verein Hütte (Berlin). Das Ziel des Vereins war laut Satzung „ein näheres Aneinanderschließen der Zöglinge des Gewerbeinstituts, theils zur gegenseitigen Belehrung, theils zur gesellschaftlichen Unterhaltung“. Zehn Jahre später wurde aus dem Verein heraus der Verein Deutscher Ingenieure (VDI) gegründet.

## Gründung der Technischen Hochschule Berlin

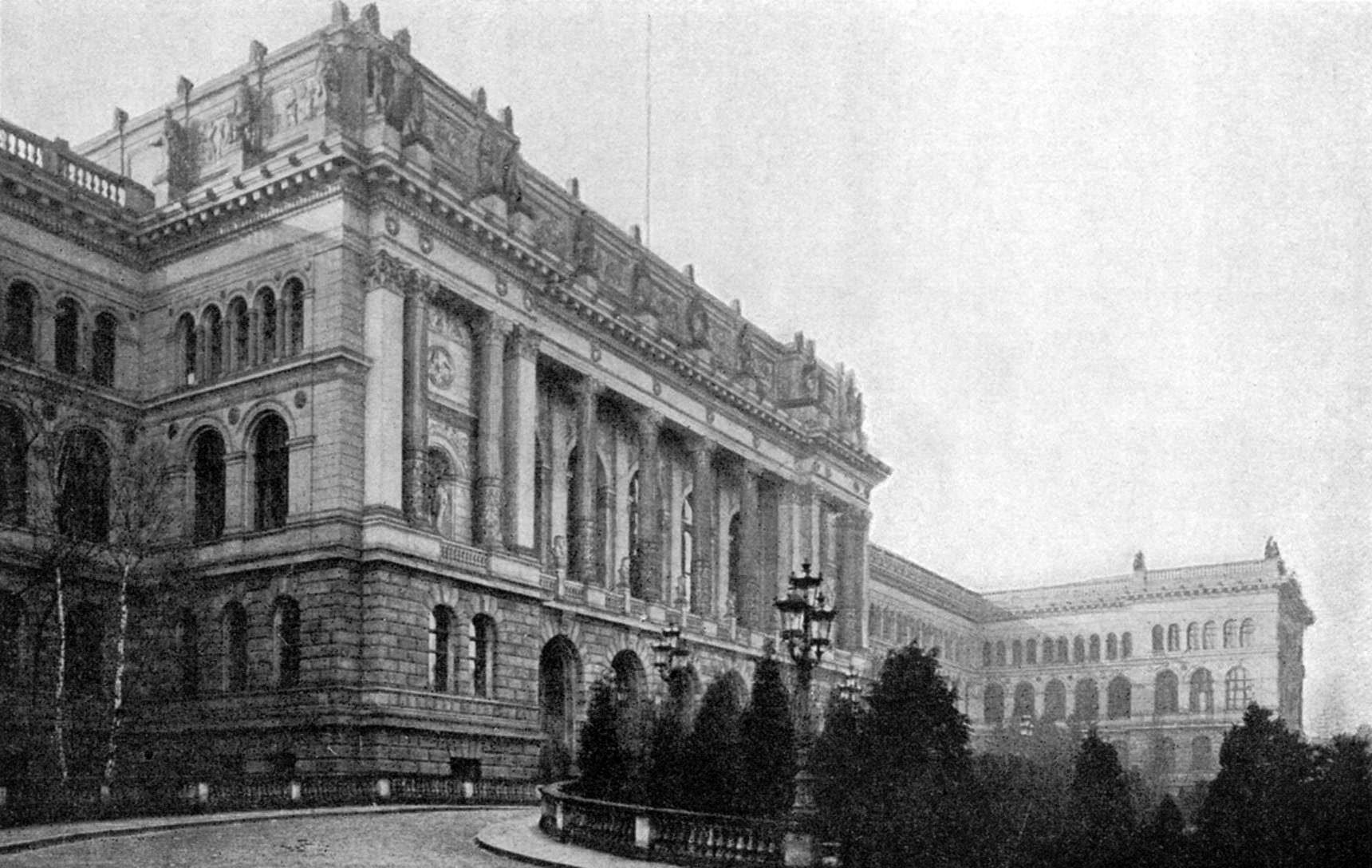
Königlich Technische Hochschule Charlottenburg, 1895

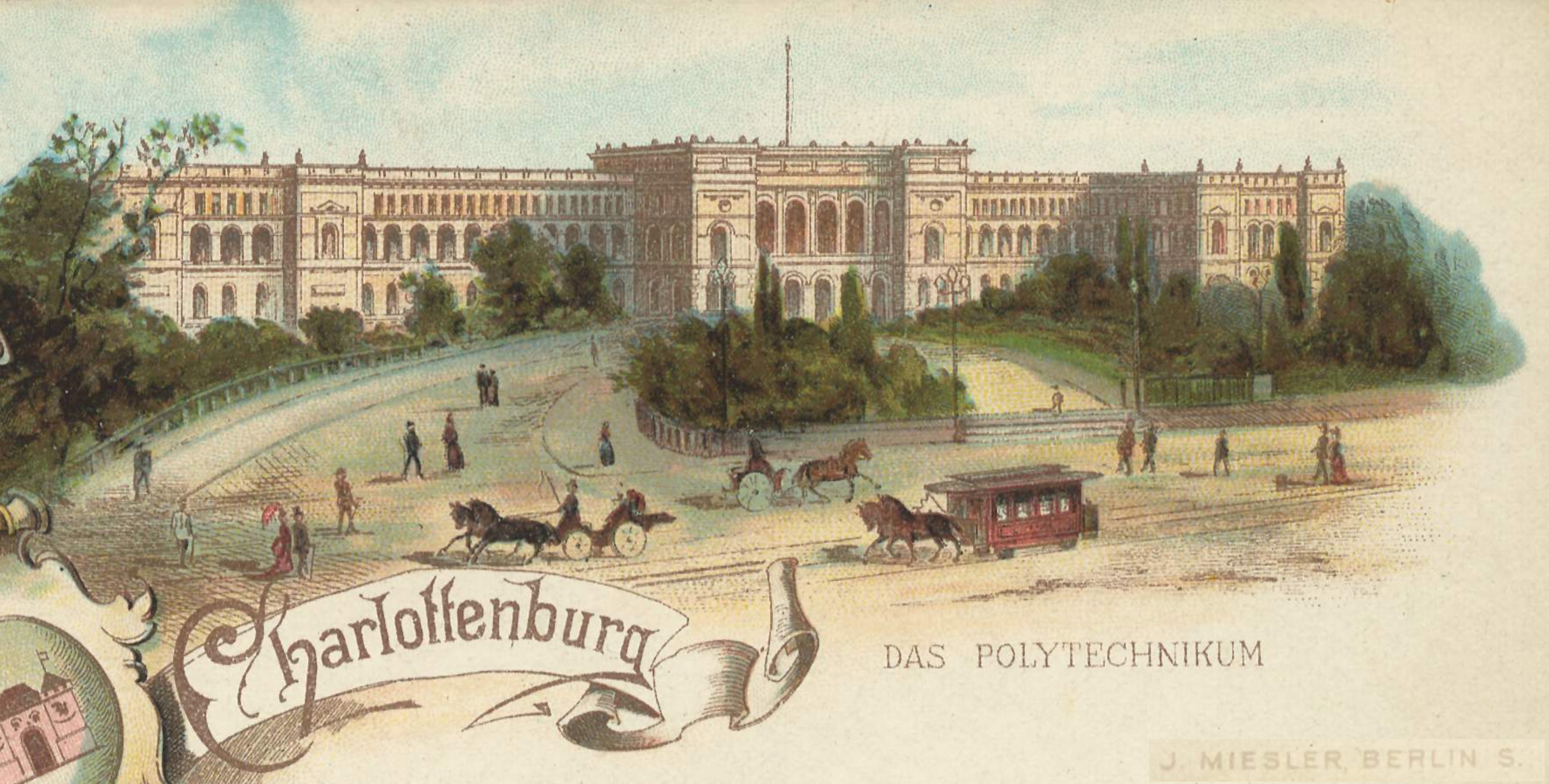
Polytechnikum, ca. 1900

Am 1. April 1879 wurde die Gewerbeakademie mit der Bauakademie zusammengeschlossen zur Königlichen Technischen Hochschule Charlottenburg (auch: Polytechnikum Charlottenburg), deren Neubauten am 2. November 1884 in Charlottenburg feierlich eröffnet wurden.
Am 1. Oktober 1916 wurde auch die Bergakademie integriert. An anderen Orten im Deutschen Reich entstanden durch solche Zusammenschlüsse Polytechnische Hochschulen, gelegentlich auch missverständlich Höhere Gewerbeschulen genannt.
Im Herbst 1927 wurde die Geodätische Abteilung der Landwirtschaftlichen Hochschule Berlin an die Königlich Technische Hochschule Charlottenburg (TH) verlegt.

## Bedeutende Fakultäten/Abteilungen/Fachbereiche der TH
- Organische Chemie: 1859–1871 Adolf von Baeyer, Nachfolger Carl Liebermann

## Bekannte Absolventen
- August Borsig (1804–1854), Eisenbahn-Pionier (Dampflokomotiven), Gründer der Borsigwerke
- August von Borries (1852–1906), Lokomotivbau-Ingenieur, später Professor für Eisenbahnwesen an der TH
- Ludwig Nathaniel August Brennecke (1843–1931), Wasserbau- und Tiefbauingenieur, Marine-Hafenbaudirektor
- Otto Lilienthal (1848–1896), Maschinenbauingenieur, Flugpionier[4]
- Adolf Slaby (1849–1913), Elektroingenieur, Hochschullehrer[4]